# Tidsstandard
En tidsstandard eller frekvensstandard er et apparat, der udsender et elektrisk signal med en præcis frekvens. Gennem tiden har man brugt forskellige metoder til at danne en præcis frekvens, og de bedste moderne tidsstandarder har usikkerheder på et sekunds længde under 10-15 sekunder.

## Historie
De første deciderede tidsstandarder blev lavet i 1960'erne. De var kvartsbaserede svingningskredse. I et sådant apparat bruges en kvartskrystal, som svinger under elektrisk påvirkning. Frekvensen er afhængig af temperaturen, så krystallen er bygget ind i en 'ovn', hvor temperaturen holdes konstant (ofte på omkring 70° C). Selv i konstant temperatur ændres krystallens egenskaber gradvist ved brug, så en tidsstandard baseret på denne teknik skal justeres meget oftere end senere opfundne tidsstandarder.
Senere blev atomuret opfundet med tidsstandarder baseret på atomers resonans. Typisk er der tale om en cæsium-baseret tidsstandard. Rubidium har lignende fysiske og kemiske egenskaber, og kan også bruges. Atomure har typisk en usikkerhed på 10-12 eller bedre.
Den seneste udvikling er, at man har lavet brint-masere, som producerer mikrobølger, med en meget præcis frekvens. Effekten af mikrobølgerne er i pikowatt området, så signalet forstærkes ved at en krystalbaseret svingningskreds synkroniseres med signalet. Generelt er en maser mere præcis end en cæsiumbaseret tidsstandard, men den teknologiske udvikling gør, at forskellene mindskes.

## Primære og sekundære tidsstandarder
En primær tidsstandard er en tidsstandard, som er justeret, så frekvensen ikke blot er stabil over meget lang tid, men også korrekt. Da længden af et sekund er defineret ud fra cæsiums resonansfrekvens, er de fleste primære standarder baserede på cæsium. En sekundær standard vil også være stabil, men det er ikke givet, at frekvensen er helt korrekt. Tidsstandarder baseret på rubidium kategoriseres som sekundære standarder. Det er ikke valget af grundstof, der bestemmer om en tidsstandard er primær, men på grund af begrænsninger i den anvendte teknologi kan det ikke garanteres, at frekvensen er helt korrekt og ens på tværs af rubidiumbaserede frekvensstandarder.

## Ekstern henvisning
- NIST: Time and Frequency Division